# Rottington
Rottington är en ort i civil parish St. Bees, i grevskapet Cumbria i England. Orten är belägen 5 km från Whitehaven. Rottington var en civil parish 1866–1974 när det uppgick i St. Bees. Parish hade 92 invånare år 1961.